# USS Vella Gulf (CG-72)
El USS Vella Gulf (CG-72), bautizado así en honor a la batalla del golfo de Vella, es un crucero de la clase Ticonderoga de la Armada de los Estados Unidos. Fue puesto en gradas en 1991, botado en 1992 y comisionado en 1993. Fue descomisionado en 2022.

## Construcción
Ordenado el 25 de febrero de 1988, iniciado en el Ingalls Shipbuilding (Misisipi) el 22 de abril de 1991. Fue botado el 13 de junio de 1992 y asignado el 18 de septiembre de 1993.

## Historial de servicio

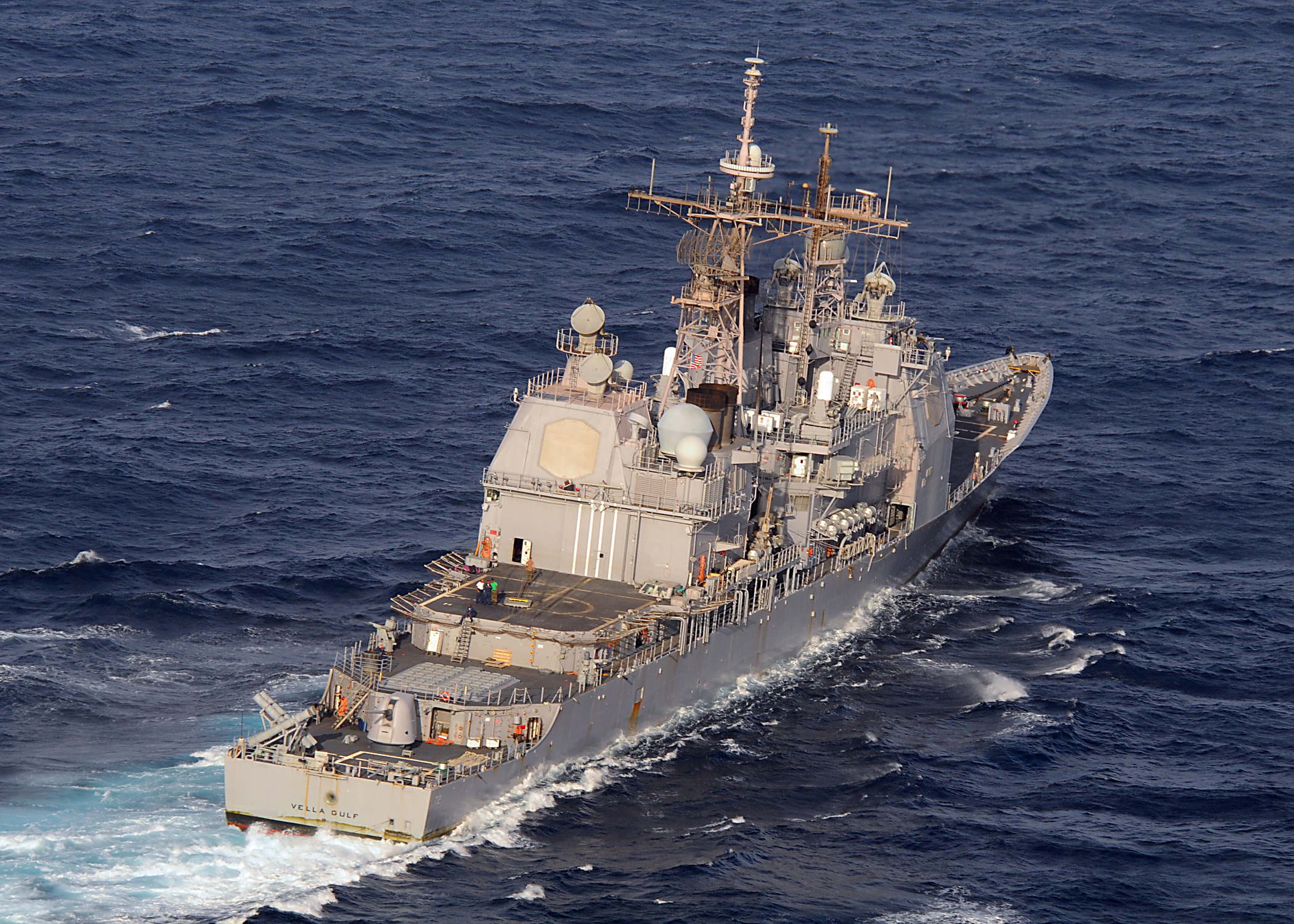
Vista aérea trasera del Vella Gulf durante un giro a alta velocidad en un ejercicio de evasión de torpedos, 7 de diciembre de 2008.

Estuvo asignado a la Naval Surface Force Atlantic y su apostadero era la base naval de Norfolk (Virginia). En 2022 entró en proceso de retiro.
El crucero Vella Gulf fue descomisionado el 4 de agosto de 2022 en el marco del retiro de todos los cruceros de la clase Ticonderoga.

## Nombre
Su nombre USS Vella Gulf honra a la batalla del golfo de Vella (1943), librada en la guerra del Pacífico (durante la Segunda Guerra Mundial).